# El Granjeno
El Granjeno är en ort i Mexiko.   Den ligger i kommunen Zitácuaro och delstaten Michoacán de Ocampo, i den södra delen av landet, 130 km väster om huvudstaden Mexico City. El Granjeno ligger 1 871 meter över havet och antalet invånare är 200.
Terrängen runt El Granjeno är varierad. Runt El Granjeno är det tätbefolkat, med 319 invånare per kvadratkilometer. Närmaste större samhälle är Heróica Zitácuaro, 3,4 km söder om El Granjeno. Omgivningarna runt El Granjeno är en mosaik av jordbruksmark och naturlig växtlighet.